# Atemptat del 5 de març de 2021 a Mogadiscio
El 5 de març de 2021, un cotxe bomba suïcida va explotar a fora d'un restaurant a Mogadiscio, Somàlia. L'atac va deixar com a mínim 20 persones mortes i altres 30 ferides. El grup gihadista Al-Xabab es va responsabilitzar de l'atac.
El mateix establiment ja va patir un atemptat suïcida a l'agost de l'any passat, en el que van morir almenys dues persones i una tercera va resultar ferida.
La capital de Somàlia pateix sovint atacs d'Al Xabab, una organització afiliada a Al Qaida des de 2012 i que controla àrees rurals del centre i sud del país, on vol instaurar un Estat islàmic de caràcter wahhabita.